# Jaime Aguilar
Jaime Erasmo Aguilar Fernández (Valdivia, Región de Los Ríos, Chile, 5 de junio de 1967) es un exfutbolista chileno. Jugaba como mediocampista ofensivo.

## Trayectoria
Oriundo de Valdivia, comenzó a jugar al fútbol en su barrio de Collico, donde jugaba por los clubes Almirante Latorre y Deportes Collico. Luego del nacimiento por decreto de Deportes Valdivia en 1983, se unió a las divisiones inferiores por gestión de Luis "Bigote" Godoy, jefe técnico de las divisiones inferiores, quien lo vio jugar en un campeonato colegial, junto a Patricio Leiva y Pedro González, entre otros. Con 16 años comenzó a entrenar con el primer equipo, debutando profesionalmente en 1985 siendo dirigido por Óscar Zambrano. En 1987 el equipo del Torreón logró el ascenso a la Primera División.
Tras dos temporadas en la máxima categoría del fútbol chileno, el equipo valdiviano regresó a Segunda División descendiendo durante 1989, envuelto en problemas dirigenciales y económicos. Fue de tal magnitud la crisis, que en 1990 el club descendió a la Tercera División. En 1991 recibe nuevamente el llamado de Óscar Zambrano, pasando a defender los colores de Deportes Puerto Montt de la Segunda División. Durante 1995, y tras un amistoso ante Provincial Osorno, el entrenador de Los Toros Óscar Malbernat solicitó su fichaje. Fue parte importante en la consolidación del equipo osornino en la Primera División.
Tras el descenso a la Primera B en 1998, firma por Audax Italiano, coincidiendo nuevamente con Malbernat. En la temporada 2000, es Universidad de Concepción de la Primera B quien asegura sus servicios; sin embargo, a mediados de temporada nuevamente coincide con Malbernat, siendo fichado por Cobreloa de la Primera División. Luego de no renovar su contrato, y tras evaluar el retiro de la profesión, Roque Mercury lo contacta para contar con sus servicios para Deportes Temuco de la Primera B, aceptando el ofrecimiento. El equipo albiverde se consolido como indiscutido campeón de la División; luego de jugar la siguiente temporada en la primera división con la camiseta del pije, se retiró a fin del año.
Actualmente, se encuentra radicado en Puerto Montt.

## Clubes
| Club                      | País  | Año       |
| ------------------------- | ----- | --------- |
| Deportes Valdivia         | Chile | 1985-1990 |
| Deportes Puerto Montt     | Chile | 1991-1995 |
| Provincial Osorno         | Chile | 1995-1998 |
| Audax Italiano            | Chile | 1995-1998 |
| Universidad de Concepción | Chile | 2000      |
| Cobreloa                  | Chile | 2000      |
| Deportes Temuco           | Chile | 2001-2002 |

## Palmarés

### Campeonatos nacionales
| Título    | Club            | País  | Año  |
| --------- | --------------- | ----- | ---- |
| Primera B | Deportes Temuco | Chile | 2001 |